# Phage filamenteux

Représentation schématique d'un phage filamenteux M13.
- Bleu: Protéine de manteau pIII
- Brun: Protéine de manteau pVI
- Rouge: Protéine de manteau pVII
- Vert: Protéine de couche pVIII
- Fuchsia: manteau Protéine pIX
- Violet: ADN simple brin

Un bactériophage filamenteux est un type de bactériophage (c'est-à-dire de virus infectant des bactéries), défini par sa forme en tige ou filament.

## Spécificités
Les phages filamenteux contiennent généralement un génome constitué d'ADN simple brin. Ils infectent les bactéries à Gram négatif,,. 

## Types de phages filamenteux
- phage ff – qui infecte Escherichia coli portant l'épisome F (un épisome n'est pas considéré comme faisant partie du génome chromosomique bien qu'étant une molécule d'ADN. Il s'agit d'un ADN circulaire, extrachromosomique, capable de se répliquer seul, comme un plasmide, mais il est doté de quelques gènes supplémentaires codant la synthèse d'enzymes de restriction, ce qui lui permet de s'intégrer aux chromosomes cellulaires ou bactériens par une recombinaison épisomale).
- Bactériophage M13
- phage f1
- phage fd

## Phages filamenteux et Pseudomonas

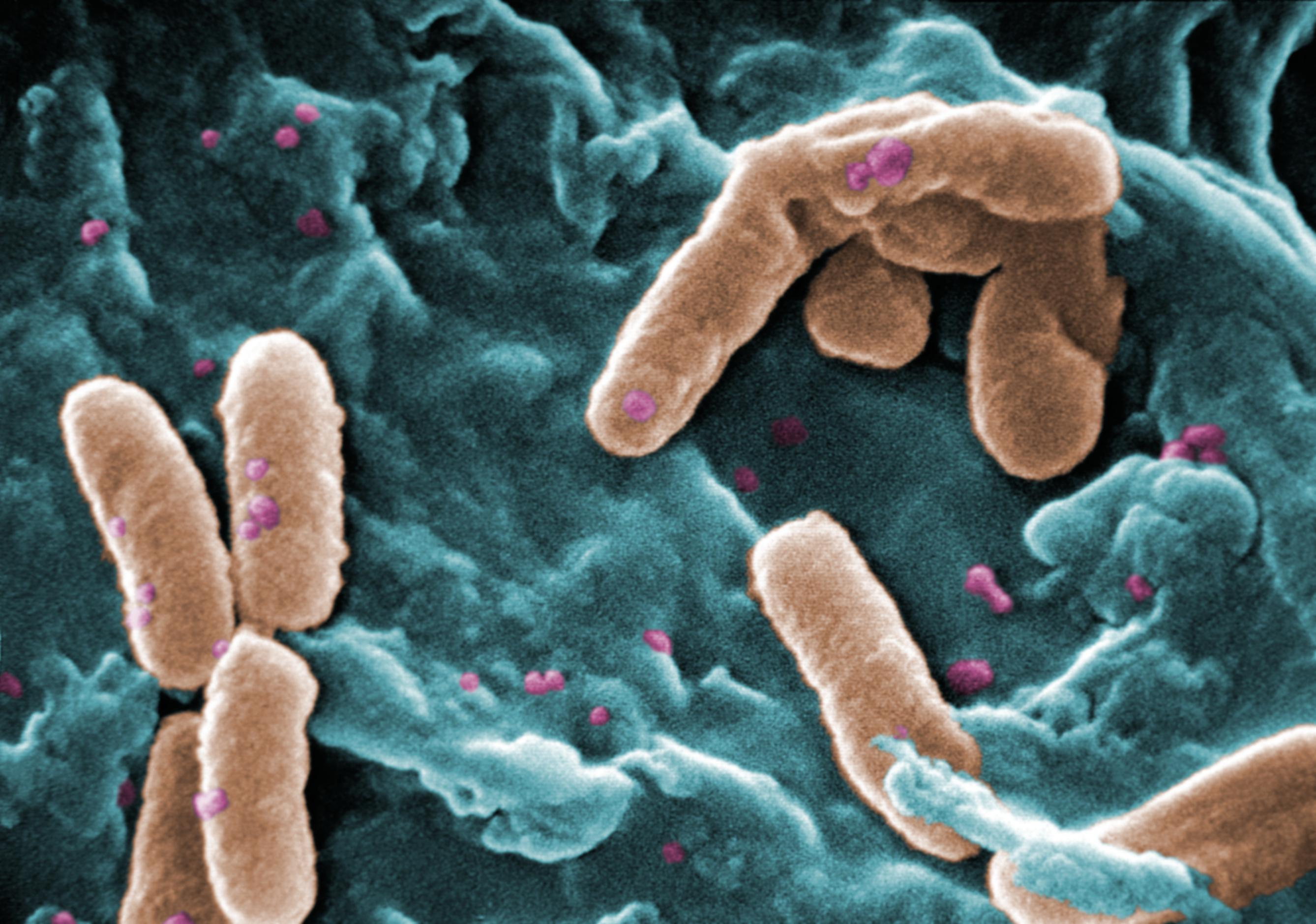
Pseudomonas aeruginosa(microscopie électronique, fausses couleurs)

Pseudomonas aeruginosa cause une infection chronique souvent retrouvée chez les patients atteints de fibrose kystique (mucoviscidose). Des bactériophages filamenteux (phages Pf) peuvent infecter P. aeruginosa mais ils n'éliminent pas la bactérie, et semblent même contribuer à la virulence de l'infection. Ceci a été d'abord démontré avec le modèle animal. En 2019 Elisabeth Burgener et ses collègues ont ensuite montré que des phages filamenteux (Pf) étaient abondants dans les échantillons d'expectorations de deux grandes cohortes de patients atteints de mucoviscidose, et que cette présence de phage Pf était associée à une antibiorésistance accrue, ainsi qu'à une fonction pulmonaire diminuée. Selon cette étude, des phages Pf pourraient renforcer la pathogénicité de l'infection à P. aeruginosa dans la mucoviscidose. 
Une analyse génomique bactérienne effectuée au sein d'une cohorte longitudinale danoise de 34 patients atteints de mucoviscidose a montré que 9 d'entre eux (soit 26,5%) étaient positifs pour le phage Pf. À Stanford, une analyse d'expectorats par PCR a montré dans une autre cohorte transversale prospective (de 58 malades de la Mucoviscidose) que 21 d'entre eux (36,2%) étaient aussi porteurs de phages Pf. Dans ces deux cohortes, les malades porteurs de phage Pf étaient plus âgés. Et dans le groupe de Stanford, ils étaient plus nombreux à subir une infection chronique à P. aeruginosa ; et leur fonction pulmonaire était plus dégradée à l'exercice que celles des membres non porteurs de phages Pf dans les crachats. Cette étude a aussi mis en évidence que les souches de P. aeruginosa infectées par le phage Pf se sont montrées plus résistantes que les autres aux antibiotiques antipseudomonaux. In vitro le phage Pf s'est montré capable de séquestrer ces mêmes antibiotiques, laissant penser qu'il contribue ainsi à sélectionner d'une résistance aux antibiotiques progressive. Le phage Pf peut contribuer aux résultats cliniques de l'infection à P. aeruginosa dans la FK.